# Gerrit Nicolaas Mulier
Gerrit Nicolaas Mulier (Oudenbosch, 26 mei 1791 - Leeuwarden, 24 juni 1861) was een Nederlandse politicus.

## Biografie
Mulier, lid van de familie Mulier, was een zoon van mr. dr. Dirk Mulier (1754-1791), Gedeputeerde van Friesland en drossaard van het markizaat van Bergen op Zoom, en Catharina de With (1758-1798). Hij was een oomzegger van mr. Frederik de With, grietman van Oostdongeradeel.
Mulier studeerde Romeins en hedendaags recht aan de Groninger Hogeschool en promoveerde in 1811 op stellingen. In 1813 was hij ad interim maire van Augustinusga. Hij vestigde zich als advocaat in Leeuwarden. Hij was voogd van de Stads Armenkamer (1820-1823) en controleur van 's rijks belastingen (1824-1825).
Mulier was politiek actief. Hij werd in 1831 lid van de Provinciale Staten van Friesland. Van 24 maart 1835 tot 17 oktober 1836 was hij lid van de Tweede Kamer der Staten-Generaal. Hij keerde in 1840 terug in de provinciale politiek en was van 1846 tot 1851 ook gemeenteraadslid in Leeuwarden.

## Huwelijk en kinderen
In 1821 trouwde Mulier te Leeuwarden met Petronella Catharina Cats (1797-1837), telg uit het geslacht Cats, uit dit huwelijk werden zeven kinderen geboren.